# Vicente Muñoz García
Vicente Muñoz García is een Spaans componist en muziekpedagoog.
Van deze componist is niet veel bekend. Na zijn muziekstudie werd hij docent aan het Conservatorio Superior de Música "Manuel Castillo" de Sevilla waar hij tegenwoordig nog werkzaam is. Voor banda (harmonieorkest) schreef hij, meestal in opdrachten van broederschappen, diverse processiemarsen. 

## Composities

### Werken voor banda (harmonieorkest)
- 1988 Guadalupe de las Aguas, processiemars[2]
- 1989 Nuestra Señora del Mayor Dolor - Virgen de la Soledad, processiemars
- 1990 Mayor Dolor de las Aguas, processiemars
- 1996 Exaltación, treurmars[3]
- 1997 Angustias de la Madrugá, processiemars[4]
- 2007 Mi Casariche, paso doble
- 2008 Rosario, Patrona del Arenal, processiemars[5]